# 1998 en Inde
Chronologie de l'Inde
- 1994
- 1995
- 1996
- 1997
- 1998
- 1999
- 2000
- 2001
- 2002

Cette page concerne les évènements survenus en 1998 en Inde :

## Évènement
- Empoisonnement à l'huile de Delhi (en) (bilan : 60 morts et 3 000 malades).
- 16-28 février : Élections législatives
- avril : Début des attaques de poisson-chat de la Sharda (en)
- 11-13 mai : Test nucléaire Pokhran-II
- 26 novembre : Déraillement de Khanna (en) (212 morts)

## Cinéma
- 43e cérémonie des Filmfare Awards
- 45e cérémonie des National Film Awards (en)

Sortie de film
- Achanak
- Bombay Boys
- China Gate
- Dil Se
- Duplicate
- Dushman
- Earth
- Ghulam
- Hanuman
- Jab Pyaar Kissi Se Hota Hai
- Jeans
- Kudrat
- Laisse parler ton cœur
- Major Saab
- Pardesi Babu
- Pyaar Kiya To Darna Kya
- Pyaar To Hona Hi Tha
- Swami Vivekananda

## Littérature
- Le Gourou sur la branche (en), roman de Kiran Desai.
- The Insider (en), roman de Pamulaparthi Venkata Narasimha Rao.
- Kocharethi (en), roman de Narayan (en).
- Maramar Deuta (en), roman de Bhabendra Nath Saikia (en).
- Pani Manidhan (en), roman de B. Jeyamohan (en).
- Zero Degree (en), roman de Charu Nivedita (en).

## Sport
- Championnat d'Inde de football 1997-1998
- Championnat d'Inde de football 1998-1999
- Participation de l'Inde aux Jeux olympiques d'hiver de Nagano.